# Range (radiazione particellare)
Nel passaggio attraverso la materia, le particelle cariche si ionizzano e quindi perdono energia, fino a quando l'energia è (quasi) nulla. La distanza a questo punto è detta range della particella. Il range dipende dal tipo della particella, dall'energia iniziale e dal materiale attraversato.
La perdita di energia per unità di distanza (e quindi la densità di ionizzazione), o potere frenante, dipende anche dal tipo e dall'energia della particella e dal materiale. Di solito, la perdita di energia per unità di distanza aumenta mentre la particella rallenta. La curva che descrive questo fatto è chiamata curva di Bragg. Poco prima dell'arresto della particella, la perdita di energia passa attraverso un massimo, il picco di Bragg, e poi scende a zero (vedere le figure nelle voci sul picco di Bragg e sul potere frenante). Questo fatto è molto importante in radioterapia. 
Il range medio può essere calcolato facendo l'integrale sull'energia dell'inverso del potere frenante. 